# Life Changes
Life Changes è il terzo album in studio del cantante di musica country statunitense Thomas Rhett, pubblicato nel 2017.

## Tracce
Edizione Standard
1. Craving You (featuring Maren Morris) – 3:43
2. Unforgettable – 2:37
3. Sixteen – 2:58
4. Drink a Little Beer (featuring Rhett Akins) – 3:34
5. Marry Me – 3:26
6. Leave Right Now – 3:16
7. Smooth Like the Summer – 2:48
8. Life Changes – 3:10
9. When You Look Like That – 3:23
10. Sweetheart – 3:26
11. Kiss Me Like a Stranger – 3:47
12. Renegades – 3:43
13. Gateway Love – 3:26
14. Grave – 3:11

Edizione Deluxe - Tracce Bonus
1. Country Gold – 3:50
2. Cardboard Heart – 2:46
3. When We're 80 – 2:57
4. Life Changes (radio edit) – 3:11
5. Leave Right Now (Martin Jensen mix) – 2:42
6. Leave Right Now (Nashville mix) – 3:19
7. Leave Right Now (radio edit) – 3:09

## Classifiche
| Classifica (2017) | Posizione raggiunta |
| ----------------- | ------------------- |
| Stati Uniti       | 1                   |